# Bruno Wartelle
Pour les articles homonymes, voir Wartelle.
Bruno Wartelle est un boxeur français né le 26 août 1971 à Alger.

## Carrière
Bruno Wartelle est médaillé d'argent aux jeux méditerranéens d'Athènes en 1991 dans la catégorie des poids légers et médaillé de bronze aux Jeux méditerranéens de Narbonne en 1993. Sa carrière amateur est surtout marquée par une médaille d'argent remportée aux championnats du monde de Berlin en 1995 dans la catégorie des poids légers.
Au niveau national, il est champion de France de boxe amateur dans la catégorie des poids légers en 1994.

## Référence
1. ↑  (en) Résultats des championnats du monde de boxe amateur 1995 (amateur-boxing.strefa.pl)
2. ↑  « Champions de France amateurs seniors hommes de 1903 - 2010 », sur www.ffboxe.com (consulté le 13 décembre 2019)